# HD 36960
Désignations
HD 36960, également désignée HR 1887, est une étoile de la constellation d'Orion. Elle est visible à l'œil nu avec une magnitude apparente de 4,72. Bien qu'elle ne possède pas de désignation de Bayer ou de Flamsteed, elle est plus brillante qu'une trentaine d'étoiles de la constellation ayant une désignation de Flamsteed, ou plus brillante que les étoiles de θ2 Orionis.

## Environnement stellaire
L'étoile présente une parallaxe annuelle de 2,62 millisecondes d'arc mesurée par le satellite Gaia, ce qui indique qu'elle est distante d'environ ∼ 1 250 a.l. (∼ 383 pc) de la Terre. Elle s'éloigne du Système solaire à une vitesse radiale de +28 km/s.
HD 36960 forme une paire rapprochée avec HD 36959 qui est un peu moins brillante (avec une magnitude de 5,51) et située à 35″. Les catalogues d'étoiles multiples recensent également l'étoile de neuvième magnitude BD-06°1233 comme compagnon. HD 36959 est elle-même une binaire serrée avec un compagnon de huitième magnitude. Toutes ces étoiles sont probablement membres de l'amas ouvert NGC 1980 qui inclut également le système de ι Orionis, situé à sept minutes d'arc.

## Propriétés
HD 36960 est une étoile bleu-blanc de la séquence principale de type spectral B0,5 V. Elle est environ 15,7 fois plus massive que le Soleil et c'est une jeune étoile âgée de seulement six millions d'années, cet âge calculé étant consistant avec les autres membres de NGC 1980. Son rayon est 5,6 fois plus grand que le rayon solaire, elle est près de 20 000 fois plus lumineuse que le Soleil et sa température de surface est de 29 000 K. L'étoile tourne sur elle-même à une vitesse de rotation projetée de 28 km/s.